# طاووس سبز
طاووس سبز (نام علمی: Pavo muticus) نام یک گونه از سرده طاووس است.